# Leuchtturm Billerbek
Der Leuchtturm Billerbek (historisch Billerbeck) in Wedel bildete von 1900 bis 1960 zusammen mit dem Leuchtturm Tinsdal die Richtfeuerlinie Billerbek–Tinsdal für elbaufwärts fahrende Schiffe in Hamburg.
Der Bau des 30 Meter hohen Stahlgitterturmes begann 1899, gleichzeitig mit dem baugleichen Leuchtturm Wittenbergen, 730 Meter entfernt vom Leuchtturm Tinsdal oberhalb der alten Pulverfabrik Tinsdal. Mit seiner Inbetriebnahme löste er das Feuerschiff Schulau ab. Der Turm auf Position 53° 34' N 9° 44' E trug die deutsche Leuchtfeuernummer 1018 (international Lfv. 1929).
Von 1900 bis 1927 war der Turm durch eine Mitteilung des Reichsmarineamtes für Seefahrer aufgrund seiner Farbe als weißer Turm bekannt. Anschließend bekam er seine für Leuchttürme typischen roten Streifen. Ebenfalls 1927 erfolgte der Austausch der auf 30 m ü. NN gelegenen Petroleumlampe mit einer Gürteloptik IV. Ordnung gegen eine rundum verglaste Flüssiggaslaterne mit Scheinwerferlinsen.
Der Betrieb des Leuchtfeuers Billerbek wurde am 1. Januar 1960 eingestellt, später wurde der Turm abgerissen.